# Мукиевка (Белопольский район)
Мукиевка (укр. Мукіївка) — село,
Верхосульский сельский совет,
Белопольский район,
Сумская область,
Украина.
Код КОАТУУ — 5920681406. Население по переписи 2001 года составляло 29 человек .

## Географическое положение
Село Мукиевка находится на расстоянии в 1,5 км от левого берега реки Сула.
На расстоянии в 1 км расположено село Валиевка.
В 1,5 км проходит автомобильная дорога Н-07.
Рядом проходит газопровод Уренгой-Ужгород.